# Symmetropleura
Symmetropleura is een geslacht van rechtvleugeligen uit de familie sabelsprinkhanen (Tettigoniidae). De wetenschappelijke naam van dit geslacht is voor het eerst geldig gepubliceerd in 1878 door Brunner von Wattenwyl.

## Soorten
Het geslacht Symmetropleura omvat de volgende soorten:
- Symmetropleura aberrans Piza, 1980
- Symmetropleura abnormis Bruner, 1915
- Symmetropleura africana Brunner von Wattenwyl, 1878
- Symmetropleura boliviana Bruner, 1915
- Symmetropleura dirempta Karsch, 1889
- Symmetropleura fausta Giglio-Tos, 1898
- Symmetropleura laevicauda Brunner von Wattenwyl, 1878
- Symmetropleura plana Walker, 1869